# Mouser
Mouser es un distribuidor de componentes electrónicos y semiconductores, con presencia en EE. UU., Europa, Asia.

## Historia de la empresa
Mouser fue fundada en El Cajón (California) en 1964. El profesor de física Jerry Mouser necesitó componentes para comenzar un programa de electrónica en la escuela para la cual trabajaba. Encontrar los componentes necesarios para sus clases era muy difícil. Por eso fundó su propia empresa: Mouser Electronics. En 1983 la empresa de Jerry Mouser se trasladó a Mansfield (Texas). En enero de 2000 se hizo parte del grupo TTI, Inc. de Fort Worth. El 30 de marzo de 2007 Warren Buffett de Berkshire Hathaway compró Mouser Electronics y TTI, Inc. En 2012 Mouser Electronics tiene muchas oficinas de servicio al cliente en varios países. Mouser Electronics acepta 17 monedas internacionales. La central en Mansfield se extiende por 45700 metros cuadrados. El almacén de Mouser Electronics es moderno y tiene sistema sin hilos. Se envían productos a los clientes el mismo día y sin pedido mínimo.

## Catálogo
Hay un catálogo de componentes electrónicos. Se pueden bajar el catálogo en la web de la empresa o pedir un catálogo de papel. En la web hay una aplicación para los móviles.

## Venta en línea
Cada día la web de Mouser está actualizada con nuevos productos de más de 450 fabricantes. En la web hay un centro de informaciones y se pueden bajar 5 millones de fichas de datos. Mouser envía un boletín de noticias a sus clientes.